# Bosone di gauge
I bosoni di gauge sono bosoni elementari mediatori delle forze fondamentali della natura.
Il termine si riferisce al fatto che le interazioni fondamentali sono descritte da teorie di gauge in cui le forze si esercitano mediante lo scambio di particelle che sono bosoni. I bosoni di gauge la cui esistenza è stata provata sperimentalmente appartengono al gruppo dei bosoni vettori.

## Tipi di bosoni di gauge
Nel Modello standard ci sono tre tipi di bosoni di gauge: i fotoni, i gluoni e i  bosoni W e Z, responsabili rispettivamente della forza elettromagnetica, nucleare forte e nucleare debole. Essendo bosoni vettori hanno spin uguale a 1. I fotoni e i gluoni sono senza massa, mentre i bosoni W e Z sono massivi. A causa del confinamento di colore non possono esistere gluoni isolati, per lo meno a basse energie: l'unico stato ammesso sono le "glueballs", letteralmente palle di colla, stati con carica di colore netta uguale a zero costituiti da più gluoni.

## Aspetti teorici
In una teoria di gauge quantizzata i bosoni di gauge sono quanti dei campi di gauge. Le loro interazioni sono descritte nella lagrangiana di Yang-Mills, di conseguenza ci sono tanti bosoni di gauge quanti sono i generatori del gruppo di gauge. Per esempio, gli 8 generatori di SU(3) corrispondono ad 8 differenti varietà di gluoni nella cromodinamica quantistica (QCD).
Perché sia conservata l'invarianza di gauge i bosoni di gauge sono descritti matematicamente da equazioni di campo per particelle prive di massa e di conseguenza per forze a lungo raggio. La contraddizione tra questa teoria e l'evidenza sperimentale riguardante il corto raggio della interazione elettrodebole ha richiesto ulteriori approfondimenti teorici sfociati nel meccanismo di Higgs, che conduce a bosoni W e Z massivi a partire da particelle inizialmente senza massa. 

## Il gravitone
Il gravitone è un quarto bosone di gauge ipotizzato come il trasportatore della forza di gravità.
La sua esistenza è prevista in diversi modelli di gravità quantistica, ma non esiste ancora una teoria completa e neppure ne esiste una evidenza sperimentale. Diversamente dagli altri bosoni di gauge, il gravitone avrebbe spin 2 anziché 1, per cui sarebbe un bosone tensore di rango 2 e non un bosone vettore.

## Bosoni X e Y
Nella teoria della grande unificazione, i bosoni X e Y sono le ipotetiche particelle elementari, analoghe ai bosoni W e Z, responsabili di un nuovo tipo di forza. Quando un bosone collassa una quantità di energia sotto forma di raggi gamma fuoriesce dal nucleo.